# Нуши, Кристиан
Кристиан Нуши (алб. Kristian Nushi; 21 июля 1982 года, Клина) — косоварский футболист, играющий на позиции полузащитника в клубе «Уцвиль».

## Клубная карьера
Кристиан Нуши начал заниматься футболом у себя на родине, в клубе «Приштина». В 1999 году в возрасте 17 лет он переехал в Швейцарию, где играл за команду «Шпиц» в турнирах кантона Берн. В сезоне 2002/03 Нуши стал игроком клуба швейцарской Суперлиги «Виль». В главной швейцарской лиге Нуши дебютировал 1 декабря 2002 года в гостевом поединке против «Туна», выйдя на замену на 80-й минуте. Первый гол в Суперлиге Нуши забил 22 февраля 2004 года, укрепив преимущество «Виля» в гостевом матче против «Ксамакса». 12 апреля 2004 года «Виль» стал обладателем Кубка Швейцарии 2003/2004, в финале обыграв «Грассхоппер». Нуши отыграл все 90 минут в том историческом для клуба матче. Однако по итогам сезона 2003/04 «Виль» покинул Суперлигу, и следующие 3 года Нуши провёл в Челлендж-лиге. Летом 2007 года он вернулся в Суперлигу, перейдя в клуб «Арау». Там он отыграл 2 года после чего стал игроком «Санкт-Галлена»

## Карьера в сборной
Кристиан Нуши дебютировал за сборную Косова 15 июня 2007 года в товарищеском матче против сборной Саудовской Аравии, проходившем в Анкаре. Гол Нуши с пенальти стал единственным матче и победным для сборной Косова.

## Статистика выступлений

### В сборной
| Матчи и голы Кристиана Нуши за сборную Косова | Матчи и голы Кристиана Нуши за сборную Косова | Матчи и голы Кристиана Нуши за сборную Косова      | Матчи и голы Кристиана Нуши за сборную Косова | Матчи и голы Кристиана Нуши за сборную Косова | Матчи и голы Кристиана Нуши за сборную Косова | Матчи и голы Кристиана Нуши за сборную Косова |
| №                                             | Дата                                          | Место проведения                                   | Соперник                                      | Счёт                                          | Голы                                          | Соревнование                                  |
| --------------------------------------------- | --------------------------------------------- | -------------------------------------------------- | --------------------------------------------- | --------------------------------------------- | --------------------------------------------- | --------------------------------------------- |
| 1                                             | 15 июня 2007                                  | Анкара                                             | Саудовская Аравия                             | 1:0                                           | 1                                             | Товарищеский матч                             |
| 2                                             | 5 марта 2014                                  | Олимпийский стадион Адем Яшари, Косовска-Митровица | Гаити                                         | 0:0                                           | —                                             | Товарищеский матч                             |
| 3                                             | 21 мая 2014                                   | Олимпийский стадион Адем Яшари, Косовска-Митровица | Турция                                        | 1:6                                           | —                                             | Товарищеский матч                             |
| 4                                             | 25 мая 2014                                   | Стад де Женев, Женева                              | Сенегал                                       | 1:3                                           | —                                             | Товарищеский матч                             |
| 5                                             | 7 сентября 2014                               | Городской стадион, Приштина                        | Оман                                          | 1:0                                           | —                                             | Товарищеский матч                             |

Итого: 5 матчей / 1 гол; national-football-teams.com Архивная копия от 25 июля 2015 на Wayback Machine и eu-football.info Архивная копия от 7 октября 2014 на Wayback Machine.